# Clayman
Clayman — п'ятий студійний альбом шведського мелодік дез-метал гурту In Flames.

## Список пісень
1. «Bullet Ride» — 4:42
2. «Pinball Map» — 4:08
3. «Only for the Weak» — 4:55
4. «…As the Future Repeats Today» — 3:27
5. «Square Nothing» — 3:57
6. «Clayman» — 3:28
7. «Satellites and Astronauts» — 5:00
8. «Brush the Dust Away» — 3:17
9. «Swim» — 3:14
10. «Suburban Me» — 3:35
11. «Another Day in Quicksand» — 3:56

2000 Japan Pressing, some 2003 Asian Releases & 2005 Deluxe Edition
1. «Strong and Smart» (кавер No Fun at All) — 2:22

2005 Deluxe Edition, 2008 Reloaded Edition & Limited Release Special Edition 
1. «World of Promises» (кавер Treat) — 3:49

## Список учасників

### Члени гурту
- Андерс Фріден — вокал
- Єспер Стрьомблад — гітара
- Бйорн Гелотте — гітара
- Петер Іверс — бас-гітара
- Даніель Свенссон — ударні

### Запрошувані музиканти
- Charlie Storm — програмування і синтезатор
- Фредрік Нурдстрем — додаткове програмування і синтезатор
- Christopher Amott (з Arch Enemy) — гітарне соло в «Suburban Me».

### Випуск
- Музика написана Джеспером Стрьомбладом і Бйорном Гелотте.
- Музика аранжирована In Flames і Фредріком Нурдстремом.
- Слова і аранжування вокалу — Андерс Фріден.
- Записано і продюсовано на Studio Fredman Фредріком Нурдстремом і In Flames.
- Обкладинка, буклет і макет — Axel Hermann.
- Фото — Tobias Lundgren.